# Reportaje circular

Dos formas básicas por las cuales el reportaje circular puede ocurrir. Las líneas punteadas indican relaciones de fuentes que no son visibles para el revisor final. En ambos casos, una fuente original (superior), parece, al revisor final (inferior), como dos fuentes independientes entre sí - pero no son dos.

En las fuentes críticas, referencia circular, o confirmación falsa, es una situación en la que una información dada parece venir de varias fuentes independientes entre sí, pero en realidad proviene de una sola fuente. En la mayoría de los casos, el problema ocurre por error, por medio de prácticas descuidadas de recolección de información. Sin embargo, la fuente original puede idear la situación intencionalmente como una forma de reforzar la creencia generalizada en su información.
Este problema se produce en una variedad de campos, incluyendo tareas de inteligencia, el periodismo y la investigación académica. De particular interés en la inteligencia militar, debido a que la fuente original es más probable que quieran pasar información falsa, y porque es la cadena de comunicación más propensa a ser oscurecida. Los informes falsos sobre la desaparición de uranio en Nigeria en 2002 fueron un clásico caso de reportaje circular por agencias de inteligencia.

## Ejemplos en Wikipedia

Un artículo cualquiera es copiado de Wikipedia, y luego la copia es usada como referencia para la Wikipedia.

Wikipedia es a veces criticada por ser una fuente de la información circular. Wikipedia desaconseja a todos los investigadores y periodistas usarla como una fuente directa en vez de consultar la información verificable que se encuentra en las referencias citadas en un artículo dado. 
En los siguientes ejemplos, las declaraciones falsas se propagaron en Wikipedia y en fuentes de noticias a causa de un reportaje circular: 
- Wikipedia y Der Spiegel en 2009 sobre Karl-Theodor Freiherr von und zu Guttenberg.[7]
- Wikipedia y The Independent difundieron en 2007 el rumor falso de que Sacha Baron Cohen había trabajado en Goldman Sachs.[8]
- Wikipedia y el coatí, desde el principio en 2008, cuando la edición arbitraria «también conocido como (...) el cerdo hormiguero brasileño», hecha por un estudiante estadounidense, dio lugar a muchas citas consiguientes, y al uso del apodo como parte del consenso general en artículos publicados en fuentes como The Independent, el Daily mail, y hasta en un libro publicado por la Universidad de Chicago.[9]